# 大野銀行

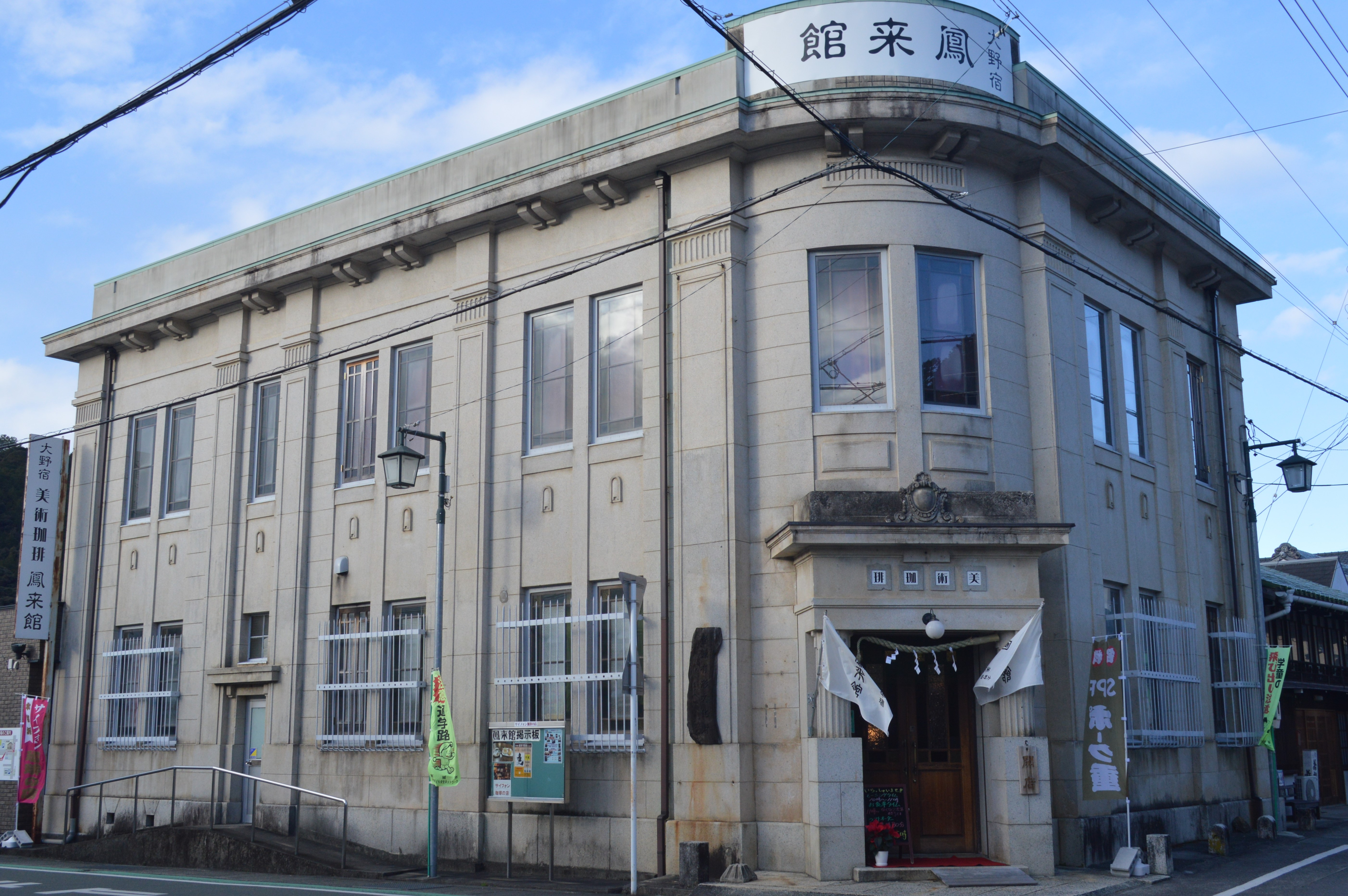
旧大野銀行外観

大野銀行（おおのぎんこう）は、かつて存在した愛知県の銀行。

## 概要
1896年（明治29年）に三河地方で初の民間銀行として大𣘺正太郎によって創立された。
本店所在地は八名郡大野町（現・新城市）で、三河東部が営業圏であった。
大𣘺は後に大野電気、鳳来寺鉄道などを創業した。
1923年2月には赤羽根銀行を合併。
昭和時代前期の戦時経済体制下、銀行の一県一行主義が政府により推進される中、1941年に愛知銀行・名古屋銀行・伊藤銀行が合併して設立された東海銀行に、1945年には当行および岡崎銀行・稲沢銀行の3行も合併され、49年の歴史を閉じた。

## 現存する建築物
大野町に1925年に建設された本店建物（2代目社屋）は、「大野宿鳳来館」として保存されている（2008年に国の登録有形文化財に登録）。